# Poupry
Poupry ist eine französische Gemeinde mit 99 Einwohnern (Stand: 1. Januar 2022) im Département Eure-et-Loir in der Region Centre-Val de Loire. Sie gehört zum Arrondissement Châteaudun und ist Mitglied im Gemeindeverband Communauté de communes Cœur de Beauce.

## Geographie
Poupry liegt etwa 17 Kilometer nordnordwestlich von Orléans. Umgeben wird Poupry von Nachbargemeinden Baigneaux im Norden, Dambron im Nordosten und Osten, Artenay im Südosten und Süden, Sougy im Süden sowie Lumeau im Westen.
Durch den Osten der Gemeinde führt die Autoroute A10.

## Geschichte
Am 2. Dezember 1870 fand hier während des Deutsch-Französischen Kriegs 1870/1871 die Schlacht bei Loigny und Poupry statt. Trotz der zahlenmäßig überlegenen französischen Truppen gelang es den deutschen Truppen, einen mühseligen Sieg herauszuschlagen.

## Bevölkerungsentwicklung
| Jahr                       | 1962 | 1968 | 1975 | 1982 | 1990 | 1999 | 2006 | 2020 |
| Einwohner                  | 175  | 162  | 123  | 115  | 103  | 110  | 100  | 96   |
| Quellen: Cassini und INSEE |      |      |      |      |      |      |      |      |

## Sehenswürdigkeiten

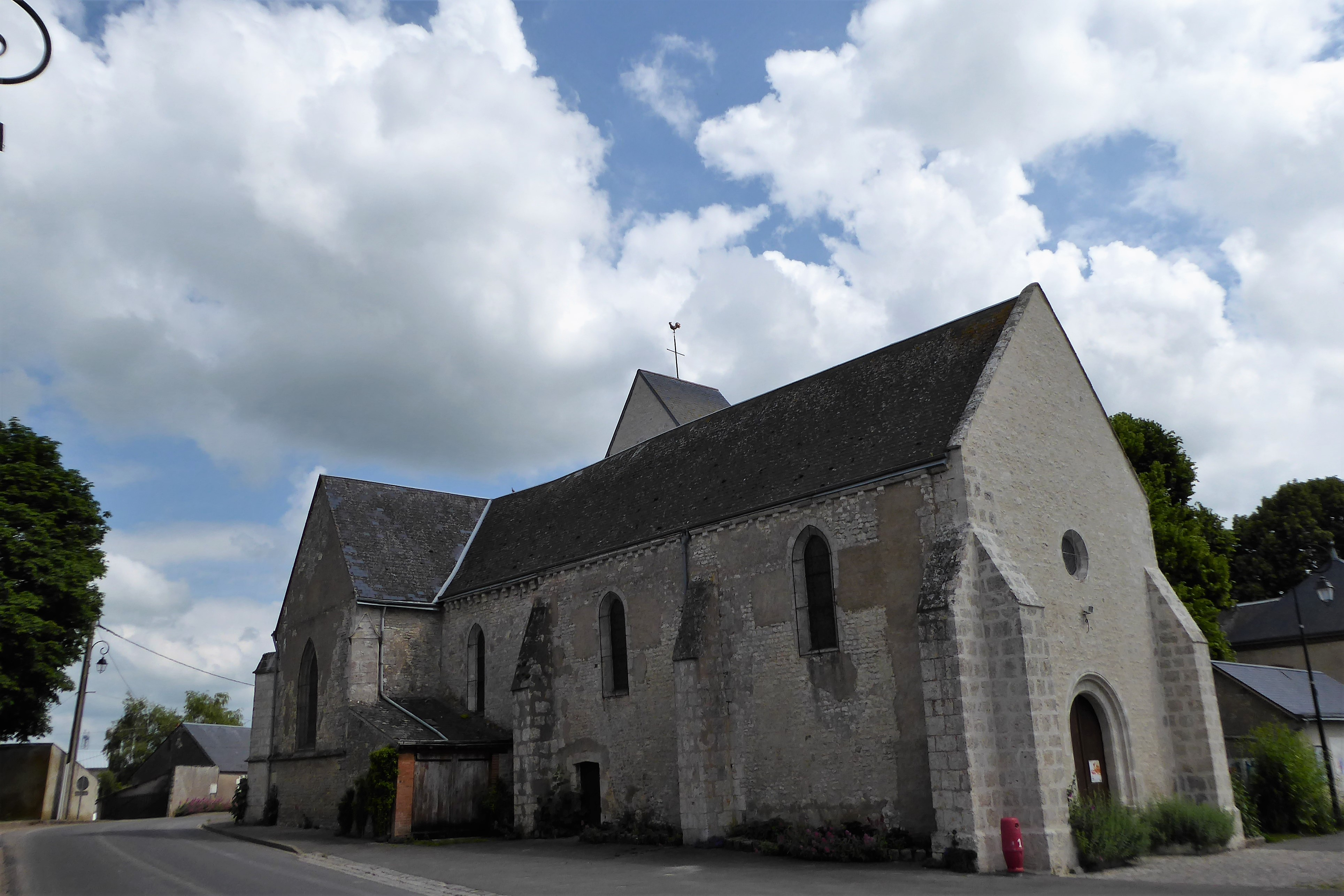
Kirche Notre-Dame

- Kirche Notre-Dame